# 嘉手苅真愛
嘉手苅 真愛（かでかる まりあ、2005年8月6日 - ）は、日本のモデル、タレント。福岡県出身、愛知県育ち。ネイムマネジメント所属。

## 出演
＜モデル＞
- 中部キッズコレクション（2017年）

- めい☆キッズランド　ファッションショー（2017年）

- 京都キッズコレクション（2017年）

- ぎふチャン　サマースペシャル キッズファッションショー（2017年）

- ファッショニスタ名古屋2018–conico賞受賞（2018年）

- 2018　NAGOYA　FASHION　FESTA　S/S（2018年）

- FASHIONISTA 002 ナゴヤ 2018（2018年）

- OSAKA STREET COLLECTION vol.7（2018年）

- NAGOYA FASHION FESTA A/W presents（2018年）

- 大阪ファッションアート専門学校　卒業制作展示会＆ファッションショー（2019年）

- FASHIONISTA 003 ナゴヤ 2019』オフィシャルモデル賞 次回イメージモデル 受賞（2019年）

- OSAKA STREET COLLECTION vol.8 –Creatous Magazine Collectionの出場権獲得（2019年）

- KID’S FASHION SHOW IN AEONMALL supported by FASHIONISTA（2019年）

- 第3回大阪キッズコレクション（2019年）

- ASIA HAIR COLLECTION（2019年）

- OSAKA STREET COLLECTION vol.9

–キービジュアルクイーン受賞（2019年）
- 第一回広島キッズコレクション（2019年）

- 大阪コレクション（2019年）

- 第三回東京ファッションフェスタ

第二回東京キッズコレクション（2019年）
- SUN MUSIC FESTIVAL vol.2 ファッションショー（2019年）

- MAGOYA FASHION FESTA in TOKAI fes 2019（2019年）

- CREATOUS MAGAZINE COLLECTION vol.13（2019年）

- AICHI KIDS COLLECTION vol.1（2019年）

- FASHION LEADERS 2019 a/w

–奈良コレクション出演権獲得（2020年）
- 尾州　翔工房（2020年）

- KOBE COLLECTION（2020年、2021年、2022年）

- 三宮コレクション（2020年）

- 名古屋モード学園 未来創造展（2021年、2022年）

- tomo koizumi 2022 Haute Couture Collection（2021年）

- 奈良コレクション（2021年）

- ナゴヤファッションコンテスト（2021年、2022年）

- 阿倍野キューズモール teens fes（2022年）

- ゼクシィフェスタ東海（2022年）

- 大阪モード学園（2022年）
- nisai 2022 冬コレクション

＜スチール＞
- conico 専属モデル（2018年）

- MARRONNIER FASHION GRANPRIX 2020

2回生作品展示モデル3作品（2020年）
- 着たくなる日Vol.19（2021年）

- 履正社高等学校 RISEISHA HIGH SCHOOL GUIDE 2023

＜T　V＞
- メ～テレ『あいち県警　特命笑活係』よゐこのよいこ大作戦（2019年）

＜C　M＞
- 株式会社玉姫グループ「シティホール/立ちつくす篇」（2018年）